# Sapromyza brasiliensis
Sapromyza brasiliensis är en tvåvingeart som beskrevs av Walker 1853. Sapromyza brasiliensis ingår i släktet Sapromyza och familjen lövflugor. Inga underarter finns listade i Catalogue of Life.